# 塘虱角
塘虱角（学名：Premna sunyiensis）为马鞭草科豆腐柴属下的一个种。种加名 sunyiensis 意为“信宜的”。